# Ali AlQarni
Ali AlQarni (in arabo علي القرني‎?; marzo 1992) è un astronauta saudita.
È partito per la missione spaziale turistica Axiom Mission 2 il 21 maggio 2023 dove ha ricoperto il ruolo di Specialista di missione. È tornato sulla Terra 10 giorni dopo, il 31 maggio 2023, ammarando a bordo della Crew Dragon Freedom nell'oceano atlantico. La sua selezione è stata annunciata dalla Saudi Space Commission il 12 febbraio 2023. Ha conseguito una laurea in scienze aeronautiche presso la King Faisal Air Academy. È capitano dell'Aeronautica militare saudita, dove pilota l'aereo F-15SA. Nei 12 anni di carriera militare ha accumulato 2.387 ore di volo.